# Liste der denkmalgeschützten Objekte in Sellrain
Die Liste der denkmalgeschützten Objekte in Sellrain enthält die 8 denkmalgeschützten, unbeweglichen Objekte der Gemeinde Sellrain.

## Denkmäler
| Foto |                 | Denkmal                                                                             | Standort                                        | Beschreibung | Metadaten |
| ---- | --------------- | ----------------------------------------------------------------------------------- | ----------------------------------------------- | --- | --- |
| ja   | Datei hochladen | Wallfahrtskirche, sog. Rote Kapelle HERIS-ID: 96825 Objekt-ID: 112439 TKK: 19493    | Rothenbrunn Standort KG: Sellrain               | Die Wallfahrtskapelle am alten Weg von Sellrain nach Grinzens wurde um 1726 errichtet. Der frühbarocke Zentralbau mit achteckigem Hauptraum und rechteckigem Chor wird von einem massiven hölzernen Dachreiter bekrönt. Über dem Rundbogenportal befindet sich ein Fresko der fünf Wunden Christi von 1878. Der Kuppelraum weist einen frühbarocken Stuckkranz auf. | BDA-Hist.: Q37768848 Status: § 2a Stand der BDA-Liste: 2025-06-30 Name: Wallfahrtskirche, sog. Rote Kapelle GstNr.: .225 Rote Kapelle, Sellrain                 |
| ja   | Datei hochladen | Kath. Pfarrkirche hl. Anna und Friedhof HERIS-ID: 55886 Objekt-ID: 64781 TKK: 19490 | gegenüber Rothenbrunn 2 Standort KG: Sellrain   | Die Pfarrkirche liegt in erhöhter Lage am Ortseingang und ist vom Friedhof umgeben. Der barocke Saalbau wurde 1701–1705 nach Plänen von Josef Keil dem Älteren errichtet. Die Nordfassade mit dreipassig gewölbter Vorhalle und Statuennischen weist im Giebelfeld ein Wandbild Glorie der hl. Anna auf, das 1919 von Toni Kirchmayr geschaffen wurde. An den Strebepfeilern befinden sich gemalte Kreuzwegstationen von Leopold Praxmarer von 1734. Der dreischiffige Innenraum ist mit einer Stichkappentonne über flachen Wandpfeilern gedeckt und mit reichen Stuckaturen geschmückt. Die zweigeschoßige Westempore ruht auf drei Rundbögen, die durch ein schmiedeeisernes Gitter von 1715 abgeschlossen werden. Die Taufkapelle im Turmerdgeschoß ist mit Darstellungen Geburt, Taufe und Auferstehung Christi von Walter Honeder von 1960 bemalt.                                                      | BDA-Hist.: Q38068508 Status: § 2a Stand der BDA-Liste: 2025-06-30 Name: Kath. Pfarrkirche hl. Anna und Friedhof GstNr.: .224, 1353, 1351/4 Pfarrkirche Sellrain |
| ja   | Datei hochladen | Brückenfigur hl. Johannes Nepomuk HERIS-ID: 96837 Objekt-ID: 112459 TKK: 48442      | vor Rothenbrunn 39 Standort KG: Sellrain        | Die Holzskulptur des hl. Johannes Nepomuk aus der zweiten Hälfte des 18. Jahrhunderts stand ursprünglich in der abgetragenen Mesner-Kapelle und wurde 2007 unter einem gewölbten, geschmiedeten Baldachin an der Brücke über die Melach aufgestellt. | BDA-Hist.: Q37768889 Status: § 2a Stand der BDA-Liste: 2025-06-30 Name: Brückenfigur hl. Johannes Nepomuk GstNr.: 1788                                          |
| ja   | Datei hochladen | Volksschule HERIS-ID: 96827 Objekt-ID: 112441 TKK: 48427                            | Sellrain 77 Standort KG: Sellrain               | Das zweigeschoßige Schulgebäude mit Satteldach wurde 1958 errichtet. An der Hauptfassade befindet sich ein Wandbild von Emmerich Kerle von 1959 mit Szenen aus Brauchtum, Handwerk, Bauernstand, Lehre und Hauswesen sowie der Wallfahrtskirche St. Quirin und dem Tiroler Adler im Hintergrund. Das Sgraffito an der linke Achse der Westfassade mit Ornamenten und Tieren wurde 1959 von Peter Paul Morandell geschaffen. | BDA-Hist.: Q37768869 Status: § 2a Stand der BDA-Liste: 2025-06-30 Name: Volksschule GstNr.: .481                                                                |
| BW   | Datei hochladen | Wohnhaus Inner Bremen HERIS-ID: 206177 TKK: 48464seit 2023                          | Sellrain 98 Standort KG: Sellrain               | Das Wohngebäude des Paarhofs Inner Bremen ist ein in Bruchsteinmauerwerk ausgeführtes, zweigeschoßiges, traufseitig zum Hang gestelltes Wohnhaus mit Satteldach und einem offenen Bundwerkgiebel. Es stammt (über einem älteren Baukern?) in der heutigen Erscheinung aus der Zeit um 1600 mit Veränderungen aus der Zeit um 1900. Unter dem teils abfallenden, neuzeitlichen Putz mit einfacher Gliederung (Ecklisenen, Fenster- und Türfaschen) sind Rötelzeichnungen aus der Erbauungszeit erhalten, teils gibt es noch die originalen Fenster. Der Mittelflurgrundriss ist über ein giebelseitiges Rundbogenportal erschlossen. Innen ein breiter, ebenerdiger Hausgang mit Stichkappengewölbe und Putzgraten, eine kappengewölbte Küche und eine Stube mit Balkendecke. An der Ostseite Backofen und angebaute Speis aus der Zeit um 1900.                                                               | BDA-Hist.: Q119231466 Status: Bescheid Stand der BDA-Liste: 2025-06-30 Name: Wohnhaus Inner Bremen GstNr.: .104                                                 |
| BW   | Datei hochladen | Wirtschaftsgebäude Inner Bremen HERIS-ID: 206178 TKK: 48465seit 2023                | Sellrain 98 Standort KG: Sellrain               | Das Wirtschaftsgebäude des Paarhofs Inner Bremen entstand um 1600. Es besteht aus einem bruchsteingemauertem Stall und einer in überkämmter Blockbauweise ausgeführter Tenne mit der Auffahrt an der vorderen Giebelseite. Durchbrochener Bundwerkgiebel, inschriftlich mit 1826 datiert. | BDA-Hist.: Q119231465 Status: Bescheid Stand der BDA-Liste: 2025-06-30 Name: Wirtschaftsgebäude Inner Bremen GstNr.: .104                                       |
| ja   | Datei hochladen | Wallfahrtskirche hl. Quirin HERIS-ID: 55883 Objekt-ID: 64778 TKK: 19495             | neben Sellrain 151a Standort KG: Sellrain       | Die Wallfahrtskirche am steilen Hang oberhalb von Rothenbrunn wurde 1391 als „schon lange bestehend“ erwähnt und ist vermutlich die älteste Kirche im Sellrain. Der heutige Bau wurde 1487–1496 errichtet, die Vorhalle wurde 1848 angefügt. Das kurze, von einem steilen Satteldach bedeckte Schiff mündet in einen stark eingezogenen Chor. Die Nordseite zum Hang ist fensterlos, die Südseite und der Chor weisen Maßwerkfenster auf. Der vierjochige Innenraum ist mit einem Netzrippengewölbe und spätgotischer Rankenmalerei gestaltet. Am spitzbogigen Triumphbogen wurde ein Fresko mit dem Jüngsten Gericht von 1513 freigelegt, im Schiff befinden sich Fresken mit der Kreuzigung und der hl. Dreifaltigkeit. Der Hochaltar beherbergt Statuen der Madonna und der hll. Quirin und Veit vom Anfang des 16. Jahrhunderts. Auf Wandkonsolen stehen Apostelstatuetten vom Ende des 14. Jahrhunderts. | BDA-Hist.: Q38068496 Status: § 2a Stand der BDA-Liste: 2025-06-30 Name: Wallfahrtskirche hl. Quirin GstNr.: .70 Wallfahrtskirche St. Quirin, Sellrain           |
| ja   | Datei hochladen | 14 Kreuzwegstationen HERIS-ID: 96838 Objekt-ID: 112460 TKK: 48227, 48228, 48269, …  | Sellrain 151, in der Nähe Standort KG: Sellrain | Die Kreuzwegstationen am Weg von Sellrain nach St. Quirin stammen vom Ende des 19. Jahrhunderts. Die hölzernen Bildsäulen mit Satteldach beherbergen Stationstafeln als Gusseisenrelief mit grauer Fassung und gotisierendem Blatt- und Maßwerkdekor. | BDA-Hist.: Q37768907 Status: § 2a Stand der BDA-Liste: 2025-06-30 Name: 14 Kreuzwegstationen GstNr.: .70, 1729, 1738                                            |